# Adrien Frasse-Sombet
Adrien Frasse-Sombet est un violoncelliste français né le 7 juillet 1983 à Ollioules dans le Var. 
Il joue un violoncelle de 1890 de Gustave Bernardel

## Biographie
Adrien Frasse-Sombet est né le 7 juillet 1983 à Ollioules dans le Var, de parents mauriennais originaires de la commune de Saint-Alban-des-Villards en Savoie. Après avoir révélé des dons précoces pour le violoncelle au conservatoire de Toulon et au conservatoire de Marseille, Adrien Frasse-Sombet se perfectionne auprès de Marcel Bardon avant de rentrer dans sa classe au conservatoire à rayonnement régional de Paris où il obtient 5 ans après un Premier Prix à l'unanimité à l’âge de 14 ans. Après avoir passé 1 an dans la classe de Xavier Gagnepain au Conservatoire de Boulogne Billancourt, il entre au CNSM de Paris dans la classe de Philippe Muller. Il en sortira avec un 1er Prix à l'âge de 18 ans.
Musicien reconnu, il remporte de nombreux concours comme le Royaume de la Musique à Radio France, la Fondation György Cziffra, le Prix du Forum International de Normandie,  médaille d’or au Festival International de Printemps en Corée. Le magazine Classica Répertoire lui décerne en 2005 une Découverte Classica suivie d’un CD découverte édité en partenariat avec France Musique.
Passionné par son art, Adrien Frasse-Sombet  s’est fait remarquer et travaille avec des interprètes prestigieux comme Dimitry Markevitch, Aldo Parisot (Julliard School, Yale University, Canada), Michal Kanka. En musique de chambre, avec Jean Mouillère et Christian Ivaldi, Yves Henry, Jean Dubé ou encore Guo Gan, célèbre joueur d’erhu. De nombreux compositeurs ont composé pour lui comme Thierry Machuel ou Giancarlo Crespeau, Denis Fremin.
Soucieux de rendre le violoncelle plus connu et médiatisé, Adrien Frasse-Sombet a participé à de nombreuses émissions comme Le Fou du Roi sur France Inter présenté par Stéphane Bern, « dans la Cour des Grands » sur France Musique. « Espoirs du Classique »…
Son répertoire d’interprétation est très large soulignant sa volonté de dépasser toutes les frontières et genres musicaux. Il a ainsi créé un spectacle en violoncelle seul Voyage avec un violoncelle où il fait connaître de façon ludique le large répertoire du violoncelle au fil du temps et des différents pays.  Il a aussi créé avec la chanteuse Dominique Magloire le spectacle Le Violoncelle sur la voix. Passionné de gastronomie, Adrien Frasse-Sombet a travaillé aussi avec de grands chefs étoilés comme Akrame Benallal autour de projets musique et gastronomie.
En 2014, Adrien Frasse-Sombet a été invité par l'ambassade de France en Chine pour le Festival Croisements pour de nombreux concerts notamment à l'Opéra de Canton, à Zhuhai, et à Pékin afin d'inaugurer en Chine le duo inédit avec le musicien chinois Guo Gan symbolisant la fusion des cultures.

## Voyage musical avec un violoncelle en Maurienne
Adrien Frasse-Sombet a développé depuis 2012 un projet avec la région savoyarde de la Maurienne, son pays d'origine, où il vient fréquemment jouer pour un large public, de 11 mois à plus de 100 ans, afin de faire partager son art et transmettre son plaisir de jouer du violoncelle.

## Discographie
- 2005 :
  - Grieg et Rachmaninov : sonates pour violoncelle et piano. Avec Jean Dubé (musicien). Syrius, distribution Codaex
- 2014 :
  - Frédéric Chopin : Dernier concert à Paris 16 février 1848. Avec Yves Henry, Gilles Henry, Julie Fuchs, et Xavier Le Maréchal, Soupir Editions
- 2015 :
  - Le Violoncelle sur la voix. Avec Dominique Magloire, Ediss-Nova Records